# Жидув (Великопольське воєводство)
Жидув (пол. Żydów) — село в Польщі, у гміні Ґодзеші-Великі Каліського повіту Великопольського воєводства.
Населення — 513 осіб (2011).
У 1975-1998 роках село належало до Каліського воєводства.

## Демографія
Демографічна структура станом на 31 березня 2011 року:
|          | Загалом | Допрацездатний вік | Працездатний вік | Постпрацездатний вік |
| -------- | ------- | ------------------ | ---------------- | -------------------- |
| Чоловіки | 258     | 54                 | 177              | 27                   |
| Жінки    | 255     | 49                 | 153              | 53                   |
| Разом    | 513     | 103                | 330              | 80                   |